# Santeuil (Eure i Loir)
Santeuil és un municipi francès, situat al departament de l'Eure i Loir i a la regió de Centre – Vall del Loira. L'any 2007 tenia 269 habitants.

## Demografia

### Població
El 2007 la població de fet de Santeuil era de 269 persones. Hi havia 96 famílies, de les quals 20 eren unipersonals (12 homes vivint sols i 8 dones vivint soles), 32 parelles sense fills, 40 parelles amb fills i 4 famílies monoparentals amb fills.
La població ha evolucionat segons el següent gràfic:
Habitants censats

### Habitatges
El 2007 hi havia 117 habitatges, 100 eren l'habitatge principal de la família, 10 eren segones residències i 7 estaven desocupats. 116 eren cases i 1 era un apartament. Dels 100 habitatges principals, 89 estaven ocupats pels seus propietaris, 4 estaven llogats i ocupats pels llogaters i 7 estaven cedits a títol gratuït; 6 tenien dues cambres, 11 en tenien tres, 24 en tenien quatre i 59 en tenien cinc o més. 82 habitatges disposaven pel capbaix d'una plaça de pàrquing. A 36 habitatges hi havia un automòbil i a 57 n'hi havia dos o més.

### Piràmide de població
La piràmide de població per edats i sexe el 2009 era:
| Homes | Edats   | Dones |
| ----- | ------- | ----- |
| 0     | 95 o +  | 0     |
| 0     | 90 a 94 | 0     |
| 0     | 85 a 89 | 0     |
| 0     | 80 a 84 | 0     |
| 0     | 75 a 79 | 0     |
| 8     | 70 a 74 | 4     |
| 8     | 65 a 69 | 8     |
| 4     | 60 a 64 | 8     |
| 4     | 55 a 59 | 0     |
| 20    | 50 a 54 | 20    |
| 4     | 45 a 49 | 4     |
| 8     | 40 a 44 | 12    |
| 4     | 35 a 39 | 12    |
| 12    | 30 a 34 | 0     |
| 16    | 25 a 29 | 12    |
| 8     | 20 a 24 | 12    |
| 8     | 15 a 19 | 8     |
| 0     | 10 a 14 | 4     |
| 12    | 5 a 9   | 8     |
| 16    | 0 a 4   | 4     |

## Economia
El 2007 la població en edat de treballar era de 181 persones, 152 eren actives i 29 eren inactives. De les 152 persones actives 138 estaven ocupades (76 homes i 62 dones) i 14 estaven aturades (8 homes i 6 dones). De les 29 persones inactives 9 estaven jubilades, 8 estaven estudiant i 12 estaven classificades com a «altres inactius».

### Ingressos
El 2009 a Santeuil hi havia 102 unitats fiscals que integraven 272 persones, la mediana anual d'ingressos fiscals per persona era de 20.159,5 €.

### Activitats econòmiques
Dels 9 establiments que hi havia el 2007, 1 era d'una empresa de construcció, 3 d'empreses de comerç i reparació d'automòbils, 1 d'una empresa de transport, 1 d'una empresa d'informació i comunicació, 1 d'una empresa immobiliària, 1 d'una empresa de serveis i 1 d'una empresa classificada com a «altres activitats de serveis».
Dels 3 establiments de servei als particulars que hi havia el 2009, 2 eren paletes i 1 perruqueria.
L'any 2000 a Santeuil hi havia 11 explotacions agrícoles que ocupaven un total de 710 hectàrees.

## Poblacions més properes
El següent diagrama mostra les poblacions més properes.